# Zofia Katarzyna Odescalchi

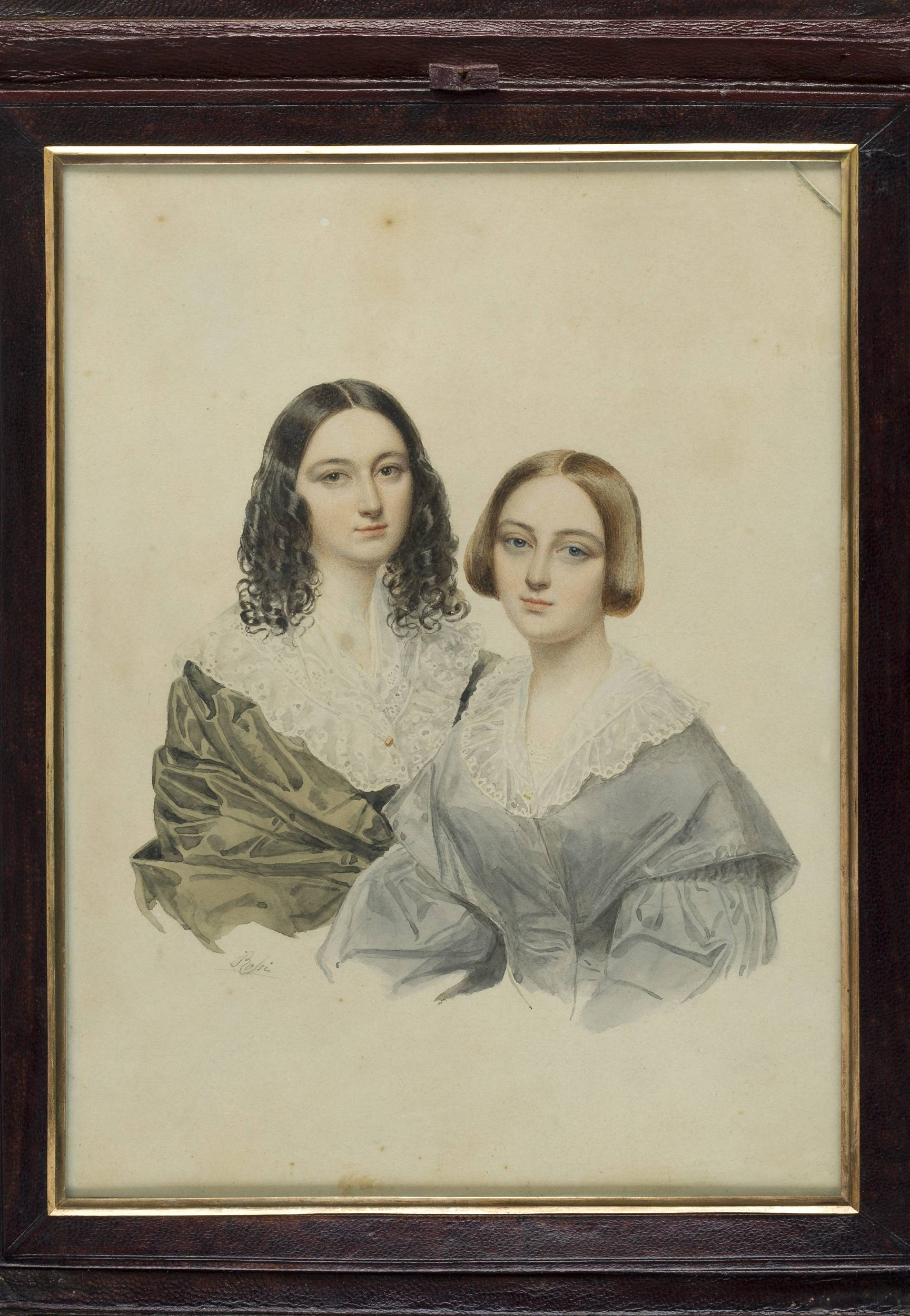
Pietro de Rossi, Portret podwójny Zofii i Elizy Branickich, 1840, Muzeum Narodowe w Warszawie

Zofia z Branickich Odescalchi (ur. 2 września 1821, zm. 18 sierpnia 1886 w Bassano) – polska arystokratka, która w drugiej połowie XIX wieku wywierała wpływ na politykę Watykanu, zwłaszcza wobec sprawy polskiej, działaczka społeczna, polityczna, kościelna i filantropka, rysowniczka i malarka amatorka, mecenaska sztuki i protektorka artystów.

## Życiorys
Średnia córka Władysława Branickiego i Róży Branickiej z Potockich Zofia Katarzyna Róża urodziła się 2 września 1821. Jako miejsce narodzin wskazywane są różne miejscowości: Luboml, Tomaszpol koło Jampola lub Biała Cerkiew. Trzy siostry Branickie, Elżbieta zwana Elizą, Zofia i Katarzyna, nosiły imiona swoich ciotek, córek hetmana – Woroncowej, Potockiej i Sanguszkowej-Potockiej. 
Dzieciństwo spędziła Zofia w rodzinnych dobrach na Ukrainie, mieszkając w Lubomli, a od 1831 w Białej Cerkwi, zaś w latach 1835–1837 przebywała z rodziną w Petersburgu, gdzie otrzymała staranne wykształcenie w zakresie języków obcych, muzyki i rysunków, historii i literatury, które pogłębiła jeszcze w późniejszym okresie rzymskim w zakresie filozofii i teologii.
W drugiej połowie lat 30. XIX przewlekle chorowała, co zmusiło ją do zagranicznych wyjazdów dla poratowania zdrowia. Podczas kuracji w bawarskim uzdrowisku Kissingen poznała pochodzącego z Państwa Kościelnego Livia Odescalchiego, z którym wzięła ślub 18 sierpnia 1841. Z tego małżeństwa narodziło się troje dzieci. Najstarszy syn Baldassarre Odescalchi (1844–1909), włoski polityk aktywny od roku 1869, odmiennie niż matka zaangażował się w proces zjednoczenia Włoch. Młodszymi dziećmi byli kolekcjoner dawnej broni Ladislao (1846–1922) i Maria della Pace Elisabetta (1851–1917), zwana Marią Pacettą, która poślubiła austriackiego hrabiego Franza von Küfstein (1841–1918).
Mąż Zofii Branickiej pochodził z rzymskiej arystokracji (bocznej linii rodu Erba, która przyjęła nazwisko Odescalcich, kontynuując linię papieskich książąt Bracciano i węgierskich książąt Syrmii w linii żeńskiej). Posag w wysokości 14 mln franków, który wniosła polska hrabianka, pozwolił jej mężowi wykupić zastawione dobra w Bracciano oraz nabyć nowe w Bassano, „przyczyniając się do odbudowania świetnego niegdyś rodu”. Małżonkom przysługiwały liczne tytuły arystokratyczne (trzy książęce, w tym od nowo nabytych dzięki posagowi Branickiej dóbr, margrabiowski Roncofreddo, hrabiowski Montiano i senioralny Palo), również książąt Świętego Cesarstwa Rzymskiego i hiszpańskich grandów pierwszej klasy.
W październiku 1841 małżeństwo Odescalchich osiadło w Rzymie. Dzięki powiązaniom z austriacką, rosyjską i polską arystokracją, pozycji majątkowej oraz cechom osobistym, pełna uroku, energiczna i sprytna Zofia Odescalchi odgrywała dużą rolę w życiu towarzyskim Wiecznego Miasta. Jej salon w Palazzo Chigi-Odescalchi przy Piazza Santi Apostoli stał się w latach 40. XIX w. jednym z głównych centrów towarzyskich i intelektualnych, pełniąc tę rolę przez blisko trzy dekady. Devotissima principessa Sofia, która „odznaczała się religijnością oraz przywiązaniem do Kościoła i papieża”, gromadziła wokół siebie także wpływowych watykańskich duchownych, takich jak kardynałowie Alessandro Franchi czy Karl August von Reisach. Salon księżnej Bracciano stanowił „ważne miejsce wymiany myśli między przedstawicielami władz kościelnych i politycznych, będąc istotnym wsparciem dla polityki papieskiej”.
Na początku lat 80. XIX wieku, choć wcześniej prowadziła energiczną i szeroką działalność oraz dużo podróżowała po Europie, z powodu nasilającego się złego stanu zdrowia ograniczyła swoją aktywność. Cierpiąc na ataki epileptyczne, doświadczała wedle słów jej męża „konwulsji, senności, letargu, paplaniny, majaczeń i tysiąca innych niepojętych objawów zrozumiałych tylko dla lekarza”. Zmarła 18 sierpnia w Bassano di Sutri, obecnie Bassano Romano. Pochowano ją obok męża na rzymskim cmentarzu Campo Verano w kaplicy Odescalchich.

## Działalność

### Wpływy polityczne i inicjatywy kościelne

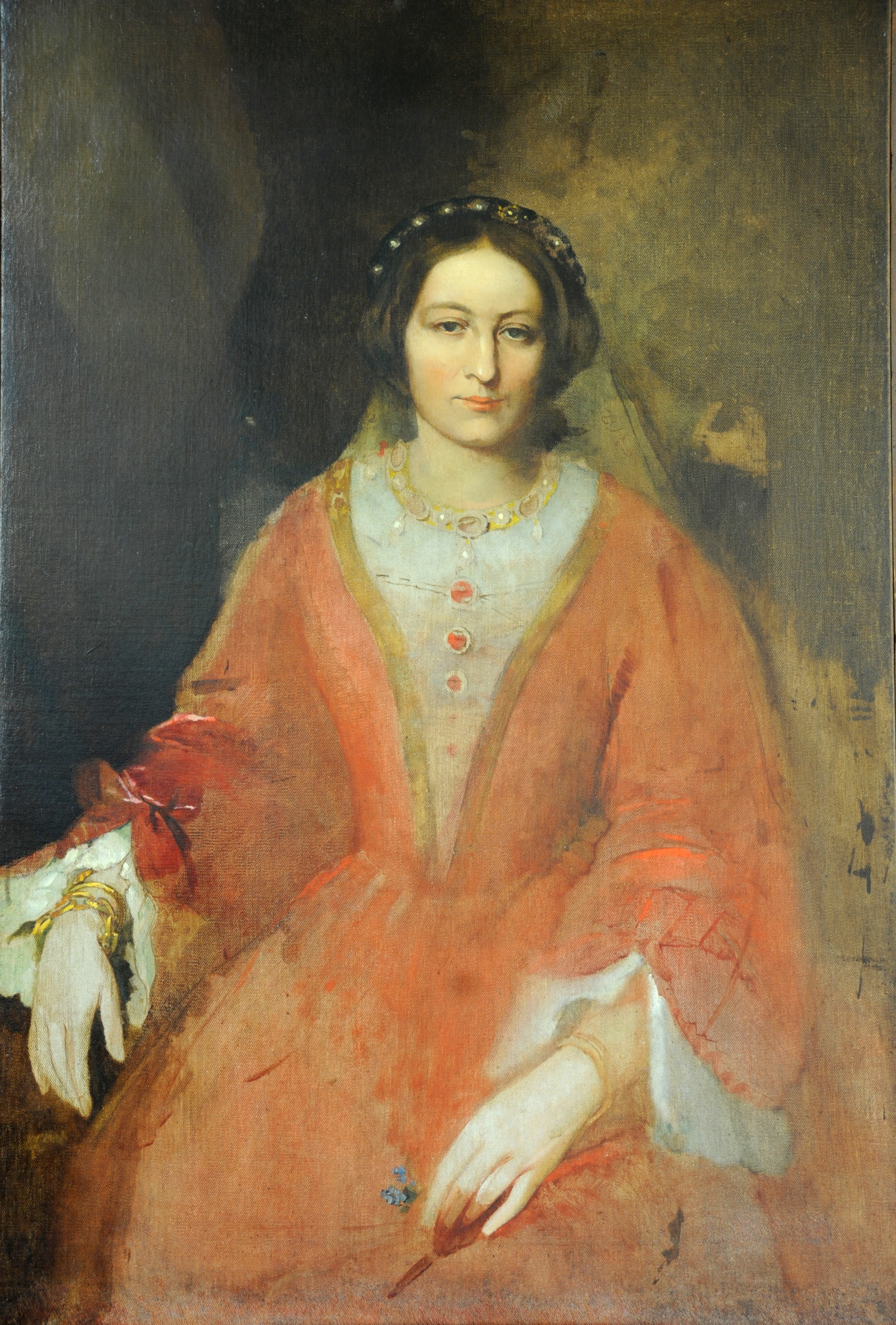
Vincenzo Volpe, Portret Zofii Branickiej Odescalchi (jedna z czterech wersji), około 1850, Museo Civico w Bracciano

„Umiłowanym polem jej działania były sprawy Kościoła, którym starała się zawsze służyć”. Pod koniec 1848 r. Zofia Odescalchi udała się w ślad Piusa IX do Gaety, ofiarowując mu swoją pomoc. „Postawa ta umocniła jej wpływy w Stolicy Apostolskiej i pozwoliła w latach następnych skutecznie bronić spraw Kościoła polskiego”. W dobie postyczniowej znaczenie księżnej Bracciano i jej wpływy w kurii jeszcze wzrosły. Papież nazywał ją w swojej korespondencji najbardziej pobożną księżną rzymską (la più pia principessa romana), ona zaś w listach do Piusa IX zwracała się do niego jako przyjaciela (Amico), a nawet wujka (Zio).
Zainteresowana sprawami polskimi, zachowując „uczucie Polki na zawsze”, wspierała działalność Zgromadzenia Zmartwychwstania Pana Naszego Jezusa Chrystusa (zmartwychwstańców). Jej zabiegi przyczyniły się do reaktywowania Kolegium Polskiego w Rzymie, dla którego sfinansowała utworzenie kilku burs i pomogła w ufundowaniu stypendiów na utrzymanie wychowanków. Przyczyniła się do utworzenia schroniska dla księży emigrantów i klasztoru dla polskich bazylianek skupionych wokół Makryny Mieczysławskiej oraz zatwierdzenia reguły nowo powstałego Zgromadzenia Sióstr Niepokalanego Poczęcia Najświętszej Marii Panny.
W latach 60. XIX w. uważano ją za przywódczynię jednej z polskich frakcji w Rzymie. Miała stać na czele tzw. demokratycznej, podczas gdy przewodzenie drugiemu, przeciwstawnemu ugrupowaniu, które nazywano arystokratycznym, przypisywano Marcelinie Czartoryskiej. Dzięki wieloletnim zabiegom, zaangażowaniu w sprawy Kościoła, pobożności i zaufaniu, jakie sobie zaskarbiła w otoczeniu papieskim i u samego Piusa IX, uważano ją za najbardziej pewną pośredniczkę między Warszawą a Watykanem, który dzięki niej bardziej liczył się z racjami i uwarunkowaniami polskich kręgów kościelnych. Nazywano ją polskim ambasadorem, obrońcą Polski (defensor Poloniae), a nawet papieżem polskim (papa polacco). Przypisywano jej wpływ na obsadę urzędów, m.in. wybór Mieczysława Ledóchowskiego na arcybiskupa gnieźnieńskiego i poznańskiego, uzyskanie nominacji Włodzimierza Czackiego na sekretarza papieskiego i mianowanie Piotra Semenenki rektorem Papieskiego Kolegium Polskiego. Zablokowała zabiegi dyplomacji pruskiej w kurii rzymskiej w sprawie zniesienia stolicy prymasowskiej w Gnieźnie. Miała też pomóc w doprowadzeniu do beatyfikacji Jozafata Kuncewicza, która odbyła się wbrew sprzeciwowi ambasadora rosyjskiego. W połowie lat 70. prasa włoska i fama krajowa sugerowały, że „pani Odescalchi ma być wszechwładna w tej chwili w Watykanie.
Znana ze swoich ultramontańskich poglądów Zofia Odescalchi, której mąż należał do tzw. czarnej arystokracji (aristocrazia nera), wiernej papieżowi i ignorującej istnienie dworu królewskiego w Rzymie, „zdecydowanie broniła świeckiej władzy papieskiej, zwalczała narodowe Włochy, politykę Napoleona III i pomysły powstania w Polsce”. Poglądy te powodowały, że stworzony przez nią ośrodek pozostawał, także z powodów ambicjonalnych i personalnych, w opozycji do Hôtel Lambert.

### Działalność dobroczynna
Na prowadzenie działalności dobroczynnej Zofia Odescalchi przeznaczała około 40 000 franków rocznie. Z jej funduszy powstawały szkoły, przytułki i szpitale oraz cmentarze i kościoły. 
Będąc formalnie od 1861 właścicielką posiadłości ziemskich w księstwach Bracciano i Bassano oraz w zakupionych dzięki jej funduszom okolicach Pisciarelli i Capranica, Zofia Odescalchi podjęła na tych terenach działalność służącą poprawie sytuacji miejscowej ludności. Herb Zofii z Branickich zachował się w tzw. Złotej Sali w siedzibie rodowej Odescalchich w Bracciano, jak też na kilku budynkach użyteczności publicznej w samym mieście i jego okolicach, gdzie księżna dokonała licznych fundacji. Jej działalność filantropijną upamiętnia tablica znajdująca się w dawnym Ospedale Civile di San Sebastiano w Bracciano, którego była administratorką i dobrodziejką.

### Twórczość

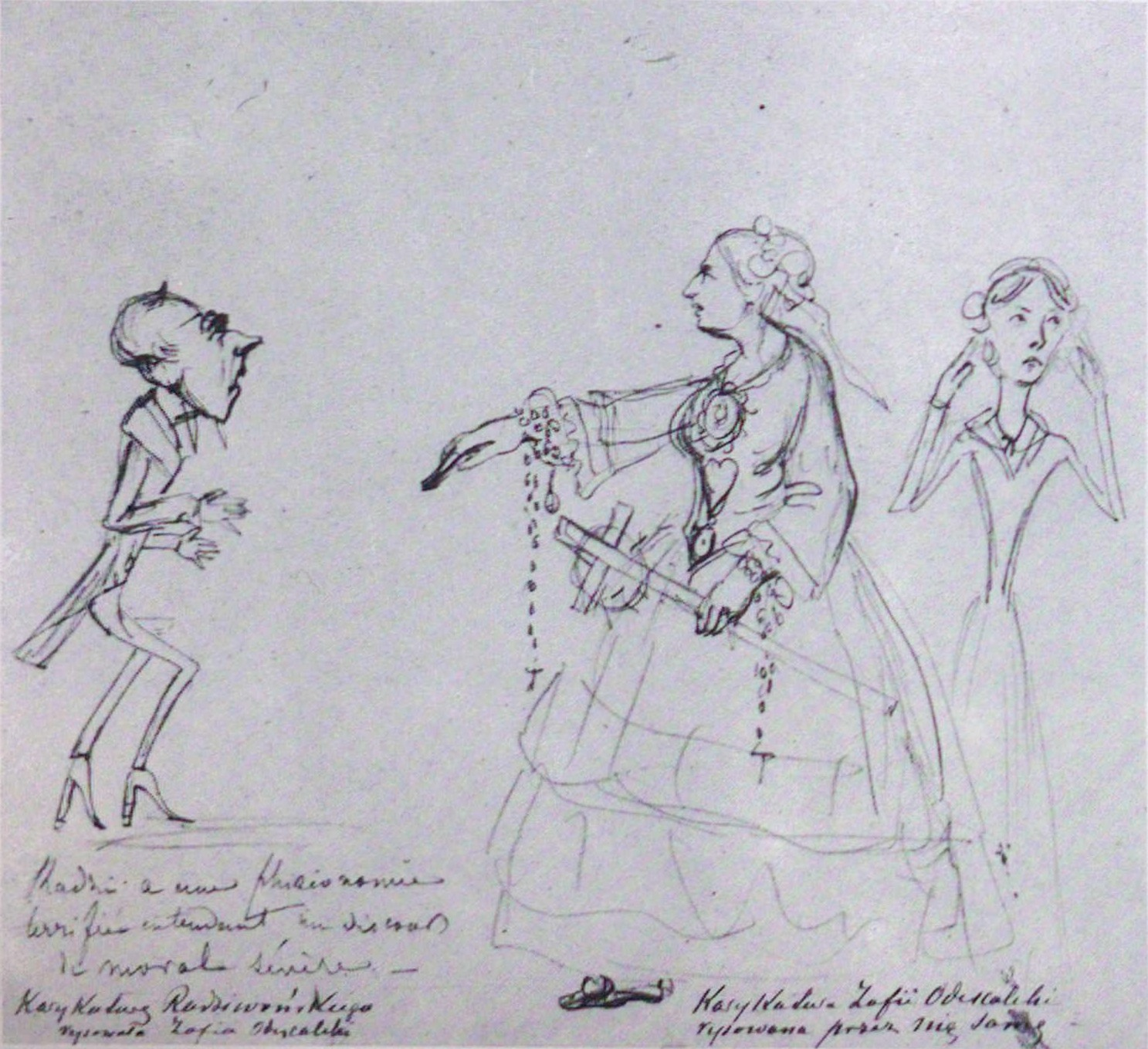
Zofia Odescalchi, Zofia Odescalchi i doktór Jan Radziwoński, karykatura, XIX wiek, Muzeum Narodowe w Warszawie

Rysowniczka i malarka amatorka – posługiwała się ołówkiem, piórem, techniką akwarelową i gwaszem. Tworzyła pejzaże, szkice portretowe, sceny fantastyczne czy scenki o charakterze humorystycznym. Niektóre z tych prac (w formie szkicowników i sztambuchów) znajdują się w zbiorach Muzeum Narodowego w Warszawie.

### Mecenat artystyczny i literacki
Księżna Bracciano wspierała finansowo polskich malarzy: Jana Drewaczyńskiego, Leopolda Nowotnego (w swoim pałacu urządziła mu pracownię malarską) i Romana Postępskiego oraz pisarzy, np. Cypriana Kamila Norwida.

## Odznaczenia
Zofia Branicka Odescalchi była damą Krzyża Gwiaździstego. Została nią mianowana przez austriacką cesarzową Marię Annę 14 września 1841. 
Od 28 stycznia 1859 była członkinią Suwerennego Rycerskiego Zakonu Maltańskiego, damą honoru i dewocji w wielkim przeoracie Rzymu (jednym z trzech należących do języka włoskiego), reaktywowanym w 1816.

## Podobizny
Zachowały się liczne wizerunki Zofii Odescalchi. Franz Winterhalter około 1850 namalował jej portret znajdujący się obecnie w zbiorach Muzeum Narodowego w Warszawie. Ary Scheffer wykonał podobiznę portretową Zofii Odescalchi oraz jej portret podwójny z siostrą Elizą Krasińską. Znane są cztery wersje portretu księżnej Bracciano w czerwonej sukni i diamentowo-perłowej biżuterii odziedziczonej po babce Aleksandrze Engelhardt, prawdopodobnie pędzla kampanijskiego artysty Vincenza Volpego. Znajdują się one w muzeach miejskim i diecezjalnym w Bracciano oraz w rzymskim pałacu Odescalchich i Museo di Roma, gdzie zachowało się również gipsowe popiersie portretowe księżnej Bracciano z połowy XIX stulecia, które wykonał Pietro Tenerani przed przystąpieniem do rzeźbienia w marmurze.